# 豆雁

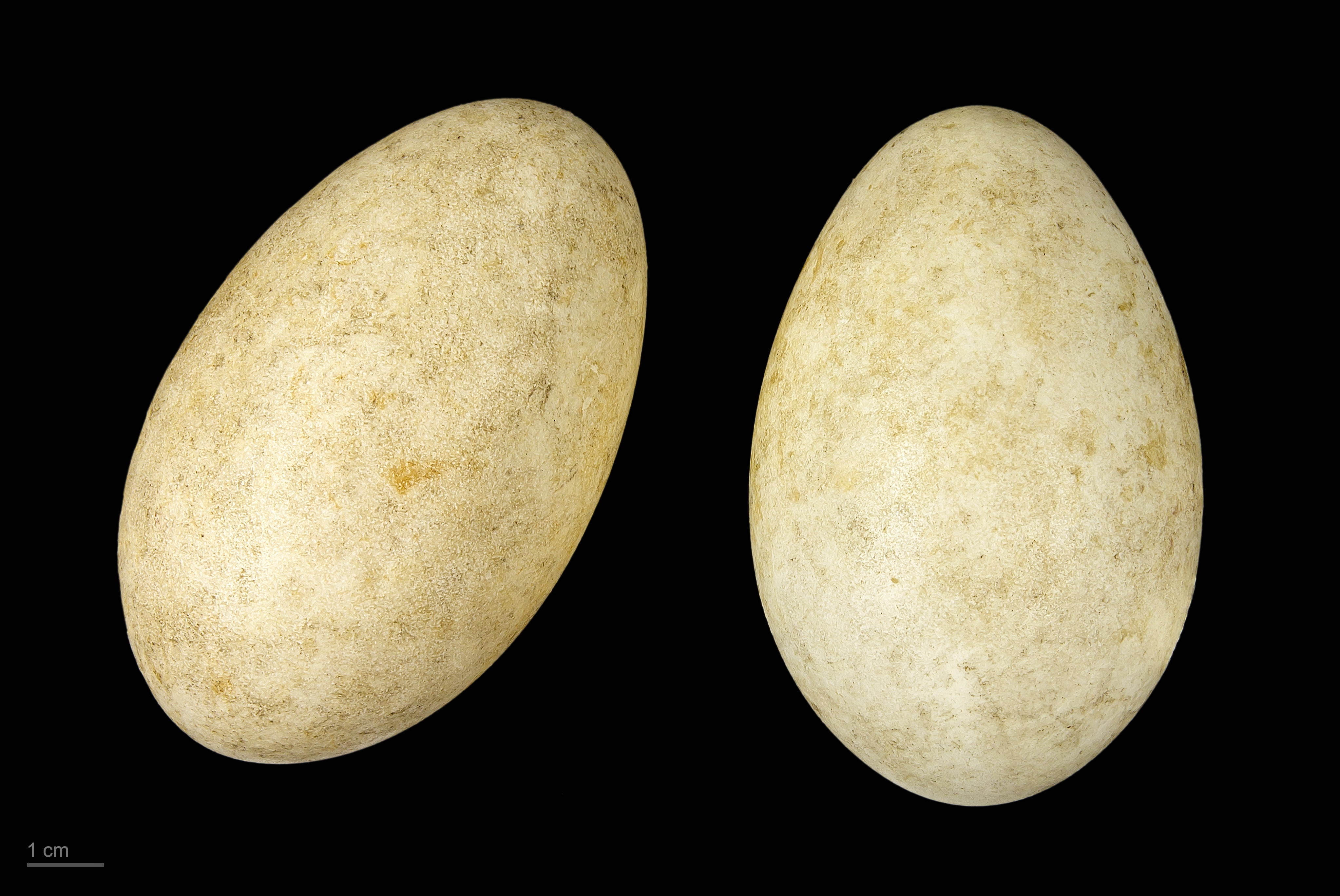
豆雁的卵

（学名：Anser fabalis），又名大雁、鸿、东方豆雁、西伯利亚豆雁、普通大雁、麦鹅。本種與短嘴豆雁被美國鳥類學會與國際鳥類學者協會視為不同種，但英國鳥類學會將兩者視為同種，統稱為豆雁。本種是冬天會往南遷移的亞洲鳥類。

## 生态环境
豆雁广泛分布于古北界的江河、湖泊以及海岸环境，有趣的是在迁徙途中豆雁还经常光顾农田，时常会取食越冬的冬小麦等作物，因而引起农夫的不满。

## 分布地域
繁殖于西伯利亚大部、欧洲北部以及冰岛格陵兰东部，中国东北北部，越冬于包括台湾和中国大陸，甚至远达香港都有本种越冬记录、欧洲中南部，朝鲜日本等地，迁徙时几乎会途径整个古北界。

## 身體特征
体形大小有如家鹅，额部不似鸿雁具有一圈耀眼的白色羽毛，体羽深褐色，上体颜色较深呈褐色，下体颜色较浅呈污白色，但不似鸿雁具有泾渭分明的深浅色快分界线。各羽片边缘颜色较浅。另外豆雁区别于同属近似种的一大特征是黑色的嘴，端部具有一个明亮的黄色色块，远远看去有如口衔一枚黄豆，所谓“豆雁”指的就是这个“豆子”。虹膜颜色暗棕；脚为橘黄色。叫声为较深沉的似hank-hank声。

## 食物
豆雁主要以植物為食，经检验白薯、小麦、蚕豆等作物的嫩叶、幼芽；慈姑、菱角、荸荠等野生植物都是豆雁的食物，不过偶尔豆雁也会取食少量的软体动物

## 繁殖与保护
豆雁未列入濒危名单，但被作为医药成分捕猎而受到一定程度的威胁。